# 小月インターチェンジ
小月インターチェンジ（おづきインターチェンジ）は、山口県下関市の中国自動車道のインターチェンジ。

## 概要
下関市東部の小月地区・旧菊川町への入口に位置し、また旧豊浦町域・旧豊田町域の最寄りインターチェンジでもある。1973年（昭和48年）11月14日の関門橋開通と同時に九州方面の供用を開始し、半年後の1974年（昭和49年）7月31日に広島方面が開通し全面供用した。
下関市街地の渋滞を避けるための短区間の利用も多く、かつては小月ICと下関ICの間に回数券の設定があった。同区間については設計時より交通量の増大を想定し、中国道の他の4車線区間より橋梁部も含めて路肩を広く取り、将来的に6車線（片側3車線）への拡幅が可能な構造として建設されている。
構造は中国自動車道側がトランペット型で、一般道側は市道小月線（県道下関長門線旧道）と平面交差、国道491号とは国道2号方面のみ立体交差にて接続している。接続する国道491号の前後区間（小月新道、上小月バイパス）は、当インターチェンジの開通にあわせて山口県が整備した。
バス停は併設しておらず、IC東側の本線上にバス停留所（小月バスストップ）が設けられている。
山陰自動車道は国土開発幹線自動車道建設法ならびに高速自動車国道の路線を指定する政令上の終点を美祢市付近としているが、整備主体の国土交通省は下関市に所在する当ICを終点として接続する前提で2013年（平成25年）から検討を進めている。

## かつての管理境界
小月インターチェンジは、旧日本道路公団による関門地区一体管理の方針により、開通時より遠方監視制御系統の境界となっていた。同公団では約100kmごとに業務および施設を一体管理する体制を取っていたが、関門地区は公団が管理する一般有料道路の関門トンネルと高速道路の関門橋（関門自動車道）が集中するため、既存の関門トンネル管理事務所を改組して新たに下関管理事務所が設置された。
下関管理事務所は当IC以西の中国道、関門橋、および九州道の古賀インターチェンジまでの区間、および国道2号関門トンネルを一括管理し、遅れて開通した当IC以東の区間は小郡管理事務所が管理した。小郡管理事務所は開設当初暫定的に福岡管理局の所管とされ、後に広島管理局が設置された際に所管が移された。
この経緯から当ICは日本道路公団の九州支社（下関管理事務所）と中国支社（小郡管理事務所）の境界でもあった。NEXCO西日本に移行後も九州支社と中国支社の事業境界となっていた（小月ICは九州支社の管轄）が、2014年に小月IC - 下関IC間が中国支社に移管された。

## 案内板
- 36 小月

## 道路
- E2A 中国自動車道（36番）
- E9 山陰自動車道（予定）

## 接続する道路
- 国道491号
  - 本線での案内には国道2号に接続する表記がされているが、実際には国道2号（小月バイパス）とは直線でも2km以上離れている。国道491号の旧国道2号区間まではランプ合流部から約1km。

## 料金所
- ブース数：8

### 入口
- ブース数：3　
  - ETC専用：1　
  - ETC/一般：1
  - 一般：1

### 出口
- ブース数：5　
  - ETC専用：1　
  - 一般：4

## 周辺
- 日清食品下関工場
- シマノ下関工場
- 山陽本線小月駅
- 小月郵便局 - 郵便局前に小月ICから高速道路を利用する高速バスのバス停留所（小月局前バス停）がある。

## 隣
E2A 中国自動車道
(35-1)美祢西IC - (35-2)下関JCT - (36)小月IC - (PA)王司PA - (37)下関IC